# گاو هرفورد
هرفورد یک نژاد گاو گوشتی بریتانیایی است که اصالتاً از هرفوردشایر در غرب میدلندز انگلستان است. این نتیجه زادگیری گزینشی از میانهٔ سدهٔ هجدهم توسط چند خانواده در هرفوردشایر بود که چند دهه پیش از کار مشهور رابرت باکول آغاز شد.
در استرالیا این نژاد به نام Poll Hereford شناخته می‌شود.